# Yuanzhou (häradshuvudort i Kina, Jiangxi Sheng, lat 27,80, long 114,38)
Yuanzhou är en häradshuvudort i Kina. Den ligger i provinsen Jiangxi, i den sydöstra delen av landet, omkring 180 kilometer sydväst om provinshuvudstaden Nanchang. Antalet invånare är 1 045 952. Befolkningen består av 509 220 kvinnor och 536 732 män. Barn under 15 år utgör 22,0 %, vuxna 15-64 år 69 %, och äldre över 65 år 7,0 %.
Runt Yuanzhou är det tätbefolkat, med 343 invånare per kvadratkilometer. Närmaste större samhälle är Yichunshi, 0,79 km sydost om Yuanzhou. Trakten runt Yuanzhou består till största delen av jordbruksmark.
Genomsnittlig årsnederbörd är 2 270 millimeter. Den regnigaste månaden är maj, med i genomsnitt 375 mm nederbörd, och den torraste är oktober, med 33 mm nederbörd.